# Giải vô địch bóng chuyền nữ châu Á 2017
Giải vô địch bóng chuyền nữ châu Á 2017 đã được tổ chức từ ngày 9 đến ngày 17 tháng 8 năm 2017. Trận đấu đã được tổ chức ở hai thành phố: tại Đấu trường Thể thao Alonte ở Biñan, Laguna và Khu liên hợp Thể thao Muntinlupa ở Muntinlupa, vùng đô thị Manila.

## Các đội tuyển tham gia
| Trung Á                                  | Đông Á                                                           | Châu Đại Dương   | Đông Nam Á                        | Tây Á |
| ---------------------------------------- | ---------------------------------------------------------------- | ---------------- | --------------------------------- | ----- |
| Sri Lanka · Kazakhstan · Maldives · Iran | Hàn Quốc · Hồng Kông · Trung Quốc · Nhật Bản · Đài Bắc Trung Hoa | New Zealand · Úc | Việt Nam · Philippines · Thái Lan |       |

## Thành phần các bảng
Lễ bốc thăm được tổ chức ở Băng Cốc vào ngày 27 tháng 2 năm 2017.
| Bảng A                | Bảng B         | Bảng C         | Bảng D                |
| --------------------- | -------------- | -------------- | --------------------- |
| Philippines (Chủ nhà) | Trung Quốc (1) | Hàn Quốc (2)   | Thái Lan (3)          |
| Kazakhstan (7)        | Nhật Bản (6)   | Việt Nam (5)   | Đài Bắc Trung Hoa (4) |
| Hồng Kông (13)        | Úc (9)         | Sri Lanka (14) | Iran (8)              |
|                       |                | New Zealand    | Maldives              |

## Vòng sơ bộ
- Tất cả các thời gian đều tính theo giờ chuẩn Philippines (UTC+08:00).

|  | Đủ điều kiện vào bảng E |
|  | Đủ điều kiện vào bảng F |
|  | Đủ điều kiện vào bảng G |
|  | Đủ điều kiện vào bảng H |

### Bảng A
|      |             | Trận đấu | Trận đấu | Điểm | Set | Set | Set   | Điểm | Điểm | Điểm  |
| Hạng | Đội         | T        | B        | Điểm | T   | B   | Tỉ lệ | T    | B    | Tỉ lệ |
| ---- | ----------- | -------- | -------- | ---- | --- | --- | ----- | ---- | ---- | ----- |
| 1    | Kazakhstan  | 2        | 0        | 6    | 6   | 0   | MAX   | 150  | 106  | 1.415 |
| 2    | Philippines | 1        | 1        | 3    | 3   | 3   | 1.000 | 137  | 129  | 1.062 |
| 3    | Hồng Kông   | 0        | 2        | 0    | 0   | 6   | 0.000 | 98   | 150  | 0.653 |

| Ngày       | Thời gian |             | Điểm |             | Set 1 | Set 2 | Set 3 | Set 4 | Set 5 | Tổng  | Nguồn    |
| ---------- | --------- | ----------- | ---- | ----------- | ----- | ----- | ----- | ----- | ----- | ----- | -------- |
| 9 tháng 8  | 18:00     | Hồng Kông   | 0–3  | Philippines | 21–25 | 16–25 | 17–25 |       |       | 54–75 | Chi tiết |
| 10 tháng 8 | 17:30     | Kazakhstan  | 3–0  | Hồng Kông   | 25–16 | 25–17 | 25–11 |       |       | 75–44 | Chi tiết |
| 11 tháng 8 | 17:30     | Philippines | 0–3  | Kazakhstan  | 23–25 | 20–25 | 19–25 |       |       | 62–75 | Chi tiết |

### Bảng B
|      |            | Trận đấu | Trận đấu | Điểm | Set | Set | Set   | Điểm | Điểm | Điểm  |
| Hạng | Đội        | T        | B        | Điểm | T   | B   | Tỉ lệ | T    | B    | Tỉ lệ |
| ---- | ---------- | -------- | -------- | ---- | --- | --- | ----- | ---- | ---- | ----- |
| 1    | Nhật Bản   | 2        | 0        | 6    | 6   | 0   | MAX   | 151  | 96   | 1.573 |
| 2    | Trung Quốc | 1        | 1        | 3    | 3   | 3   | 1.000 | 130  | 106  | 1.226 |
| 3    | Úc         | 0        | 2        | 0    | 0   | 6   | 0.000 | 71   | 150  | 0.473 |

| Ngày       | Thời gian |            | Điểm |            | Set 1 | Set 2 | Set 3 | Set 4 | Set 5 | Tổng  | Nguồn    |
| ---------- | --------- | ---------- | ---- | ---------- | ----- | ----- | ----- | ----- | ----- | ----- | -------- |
| 9 tháng 8  | 15:00     | Nhật Bản   | 3–0  | Úc         | 25–19 | 25–14 | 25–8  |       |       | 75–41 | Chi tiết |
| 10 tháng 8 | 12:30     | Trung Quốc | 0–3  | Nhật Bản   | 14–25 | 17–25 | 24–26 |       |       | 55–76 | Chi tiết |
| 11 tháng 8 | 15:00     | Úc         | 0–3  | Trung Quốc | 13–25 | 8–25  | 9–25  |       |       | 30–75 | Chi tiết |

### Bảng C
|      |             | Trận đấu | Trận đấu | Điểm | Set | Set | Set   | Điểm | Điểm | Điểm  |
| Hạng | Đội         | T        | B        | Điểm | T   | B   | Tỉ lệ | T    | B    | Tỉ lệ |
| ---- | ----------- | -------- | -------- | ---- | --- | --- | ----- | ---- | ---- | ----- |
| 1    | Hàn Quốc    | 3        | 0        | 9    | 9   | 1   | 9.000 | 242  | 180  | 1.344 |
| 2    | Việt Nam    | 2        | 1        | 6    | 7   | 3   | 2.333 | 239  | 166  | 1.440 |
| 3    | New Zealand | 1        | 2        | 3    | 3   | 7   | 0.429 | 173  | 235  | 0.736 |
| 4    | Sri Lanka   | 0        | 3        | 0    | 1   | 9   | 0.111 | 172  | 245  | 0.702 |

| Ngày       | Thời gian |             | Điểm |             | Set 1 | Set 2 | Set 3 | Set 4 | Set 5 | Tổng  | Nguồn    |
| ---------- | --------- | ----------- | ---- | ----------- | ----- | ----- | ----- | ----- | ----- | ----- | -------- |
| 9 tháng 8  | 12:30     | Hàn Quốc    | 3–0  | New Zealand | 25–21 | 25–14 | 25–12 |       |       | 75–47 | Chi tiết |
| 9 tháng 8  | 18:00     | Việt Nam    | 3–0  | Sri Lanka   | 25–12 | 25–14 | 25–17 |       |       | 75–43 | Chi tiết |
| 10 tháng 8 | 15:00     | Hàn Quốc    | 3–0  | Sri Lanka   | 25–14 | 25–17 | 25–13 |       |       | 75–44 | Chi tiết |
| 10 tháng 8 | 17:30     | New Zealand | 0–3  | Việt Nam    | 11–25 | 12–25 | 8–25  |       |       | 31–75 | Chi tiết |
| 11 tháng 8 | 12:30     | Hàn Quốc    | 3–1  | Việt Nam    | 25–23 | 25–19 | 17–25 | 25–22 |       | 92–89 | Chi tiết |
| 11 tháng 8 | 17:30     | Sri Lanka   | 1–3  | New Zealand | 25–20 | 23–25 | 18–25 | 19–25 |       | 85–95 | Chi tiết |

### Bảng D
|      |                   | Trận đấu | Trận đấu | Điểm | Set | Set | Set   | Điểm | Điểm | Điểm  |
| Hạng | Đội               | T        | B        | Điểm | T   | B   | Tỉ lệ | T    | B    | Tỉ lệ |
| ---- | ----------------- | -------- | -------- | ---- | --- | --- | ----- | ---- | ---- | ----- |
| 1    | Thái Lan          | 3        | 0        | 9    | 9   | 0   | MAX   | 226  | 125  | 1.808 |
| 2    | Đài Bắc Trung Hoa | 2        | 1        | 6    | 6   | 4   | 1.500 | 228  | 182  | 1.253 |
| 3    | Iran              | 1        | 2        | 3    | 4   | 6   | 0.667 | 200  | 206  | 0.971 |
| 4    | Maldives          | 0        | 3        | 0    | 0   | 9   | 0.000 | 84   | 225  | 0.373 |

| Ngày       | Thời gian |                   | Điểm |                   | Set 1 | Set 2 | Set 3 | Set 4 | Set 5 | Tổng   | Nguồn    |
| ---------- | --------- | ----------------- | ---- | ----------------- | ----- | ----- | ----- | ----- | ----- | ------ | -------- |
| 9 tháng 8  | 12:30     | Đài Bắc Trung Hoa | 3–1  | Iran              | 25–15 | 25–27 | 25–17 | 25–20 |       | 100–79 | Chi tiết |
| 9 tháng 8  | 15:00     | Thái Lan          | 3–0  | Maldives          | 25–5  | 25–12 | 25–9  |       |       | 75–26  | Chi tiết |
| 10 tháng 8 | 12:30     | Maldives          | 0–3  | Đài Bắc Trung Hoa | 9–25  | 8–25  | 10–25 |       |       | 27–75  | Chi tiết |
| 10 tháng 8 | 15:00     | Thái Lan          | 3–0  | Iran              | 25–18 | 25–12 | 25–16 |       |       | 75–46  | Chi tiết |
| 11 tháng 8 | 12:30     | Iran              | 3–0  | Maldives          | 25–4  | 25–13 | 25–14 |       |       | 75–31  | Chi tiết |
| 11 tháng 8 | 15:00     | Thái Lan          | 3–0  | Đài Bắc Trung Hoa | 26–24 | 25–14 | 25–15 |       |       | 76–53  | Chi tiết |

## Vòng hai
- Các kết quả và điểm của các trận đấu giữa các đội bóng tương tự đã diễn ra trong vòng sơ bộ sẽ được tính vào vòng phân loại.

|  | Lọt vào Tứ kết           |
|  | Lọt vào Tranh hạng 9 –12 |
|  | Lọt vào Tranh hạng 13    |

### Bảng E
|      |             | Trận đấu | Trận đấu | Điểm | Set | Set | Set   | Điểm | Điểm | Điểm  |
| Hạng | Đội         | T        | B        | Điểm | T   | B   | Tỉ lệ | T    | B    | Tỉ lệ |
| ---- | ----------- | -------- | -------- | ---- | --- | --- | ----- | ---- | ---- | ----- |
| 1    | Hàn Quốc    | 3        | 0        | 9    | 9   | 1   | 9.000 | 243  | 197  | 1.234 |
| 2    | Kazakhstan  | 2        | 1        | 6    | 6   | 4   | 1.500 | 226  | 228  | 0.991 |
| 3    | Philippines | 1        | 2        | 3    | 3   | 7   | 0.429 | 210  | 247  | 0.850 |
| 4    | Việt Nam    | 0        | 3        | 0    | 3   | 9   | 0.333 | 276  | 283  | 0.975 |

| Ngày       | Thời gian |             | Điểm |             | Set 1 | Set 2 | Set 3 | Set 4 | Set 5 | Tổng  | Nguồn    |
| ---------- | --------- | ----------- | ---- | ----------- | ----- | ----- | ----- | ----- | ----- | ----- | -------- |
| 13 tháng 8 | 10:00     | Kazakhstan  | 3–1  | Việt Nam    | 21–25 | 25–23 | 25–22 | 25–20 |       | 96–90 | Chi tiết |
| 13 tháng 8 | 17:30     | Hàn Quốc    | 3–0  | Philippines | 25–23 | 25–18 | 25–12 |       |       | 75–53 | Chi tiết |
| 14 tháng 8 | 12:30     | Kazakhstan  | 0–3  | Hàn Quốc    | 21–25 | 24–26 | 10–25 |       |       | 55–76 | Chi tiết |
| 14 tháng 8 | 17:30     | Philippines | 3–1  | Việt Nam    | 27–25 | 26–24 | 17–25 | 25–23 |       | 95–97 | Chi tiết |

### Bảng F
|      |                   | Trận đấu | Trận đấu | Điểm | Set | Set | Set   | Điểm | Điểm | Điểm  |
| Hạng | Đội               | T        | B        | Điểm | T   | B   | Tỉ lệ | T    | B    | Tỉ lệ |
| ---- | ----------------- | -------- | -------- | ---- | --- | --- | ----- | ---- | ---- | ----- |
| 1    | Nhật Bản          | 3        | 0        | 9    | 9   | 1   | 9.000 | 249  | 201  | 1.239 |
| 2    | Thái Lan          | 2        | 1        | 5    | 7   | 5   | 1.400 | 277  | 251  | 1.104 |
| 3    | Trung Quốc        | 1        | 2        | 3    | 5   | 8   | 0.625 | 259  | 290  | 0.893 |
| 4    | Đài Bắc Trung Hoa | 0        | 3        | 1    | 2   | 9   | 0.222 | 212  | 255  | 0.831 |

| Ngày       | Thời gian |            | Điểm |                   | Set 1 | Set 2 | Set 3 | Set 4 | Set 5 | Tổng    | Nguồn    |
| ---------- | --------- | ---------- | ---- | ----------------- | ----- | ----- | ----- | ----- | ----- | ------- | -------- |
| 13 tháng 8 | 12:30     | Nhật Bản   | 3–0  | Đài Bắc Trung Hoa | 25–19 | 25–16 | 25–20 |       |       | 75–55   | Chi tiết |
| 13 tháng 8 | 15:00     | Thái Lan   | 3–2  | Trung Quốc        | 25–22 | 22–25 | 25–16 | 23–25 | 15–12 | 110–100 | Chi tiết |
| 14 tháng 8 | 10:00     | Trung Quốc | 3–2  | Đài Bắc Trung Hoa | 25–22 | 19–25 | 20–25 | 25–21 | 15–11 | 104–104 | Chi tiết |
| 14 tháng 8 | 15:00     | Nhật Bản   | 3–1  | Thái Lan          | 22–25 | 25–20 | 25–22 | 26–24 |       | 98–91   | Chi tiết |

### Bảng G
|      |             | Trận đấu | Trận đấu | Điểm | Set | Set | Set   | Điểm | Điểm | Điểm  |
| Hạng | Đội         | T        | B        | Điểm | T   | B   | Tỉ lệ | T    | B    | Tỉ lệ |
| ---- | ----------- | -------- | -------- | ---- | --- | --- | ----- | ---- | ---- | ----- |
| 1    | Hồng Kông   | 1        | 1        | 4    | 5   | 3   | 1.667 | 176  | 151  | 1.166 |
| 2    | New Zealand | 1        | 1        | 3    | 3   | 4   | 0.750 | 143  | 160  | 0.894 |
| 3    | Sri Lanka   | 1        | 1        | 2    | 4   | 5   | 0.800 | 188  | 196  | 0.959 |

| Ngày       | Thời gian |           | Điểm |             | Set 1 | Set 2 | Set 3 | Set 4 | Set 5 | Tổng    | Nguồn    |
| ---------- | --------- | --------- | ---- | ----------- | ----- | ----- | ----- | ----- | ----- | ------- | -------- |
| 13 tháng 8 | 10:00     | Hồng Kông | 2–3  | Sri Lanka   | 14–25 | 25–14 | 23–25 | 25–23 | 14–16 | 101–103 | Chi tiết |
| 14 tháng 8 | 12:30     | Hồng Kông | 3–0  | New Zealand | 25–16 | 25–20 | 25–12 |       |       | 75–48   | Chi tiết |

### Bảng H
|      |          | Trận đấu | Trận đấu | Điểm | Set | Set | Set   | Điểm | Điểm | Điểm  |
| Hạng | Đội      | T        | B        | Điểm | T   | B   | Tỉ lệ | T    | B    | Tỉ lệ |
| ---- | -------- | -------- | -------- | ---- | --- | --- | ----- | ---- | ---- | ----- |
| 1    | Úc       | 2        | 0        | 6    | 6   | 1   | 6.000 | 173  | 122  | 1.418 |
| 2    | Iran     | 1        | 1        | 3    | 4   | 3   | 1.333 | 164  | 129  | 1.271 |
| 3    | Maldives | 0        | 2        | 0    | 0   | 6   | 0.000 | 64   | 150  | 0.427 |

| Ngày       | Thời gian |    | Điểm |          | Set 1 | Set 2 | Set 3 | Set 4 | Set 5 | Tổng  | Nguồn    |
| ---------- | --------- | -- | ---- | -------- | ----- | ----- | ----- | ----- | ----- | ----- | -------- |
| 13 tháng 8 | 12:30     | Úc | 3–0  | Maldives | 25–9  | 25–5  | 25–19 |       |       | 75–33 | Chi tiết |
| 14 tháng 8 | 10:00     | Úc | 3–1  | Iran     | 23–25 | 25–22 | 25–20 | 25–22 |       | 98–89 | Chi tiết |

## Vòng phân hạng

### Tranh hạng 9 –12
|  | Tranh hạng 9 –12        | Tranh hạng 9 –12 |                         |   | Tranh hạng 9 | Tranh hạng 9 |
|  |                         |                  |                         |   |              |              |
|  | 15 tháng 8 - Muntinlupa |                  |                         |   |              |              |
|  |                         |                  |                         |   |              |              |
|  | Hồng Kông               | 1                |                         |   |              |              |
|  | Hồng Kông               | 1                | 16 tháng 8 - Muntinlupa |   |              |              |
|  | Iran                    | 3                |                         |   |              |              |
|  | Iran                    | 3                | Iran                    | 3 |              |              |
|  | 15 tháng 8 - Muntinlupa |                  | Iran                    | 3 |              |              |
|  |                         | Úc               | 2                       |   |              |              |
|  | Úc                      | Úc               | 2                       | 3 |              |              |
|  | Úc                      |                  |                         | 3 |              |              |
|  | New Zealand             | 0                |                         |   |              |              |
|  | New Zealand             | 0                | Tranh hạng 11           |   |              |              |
|  |                         |                  |                         |   |              |              |
|  | 16 tháng 8 - Muntinlupa |                  |                         |   |              |              |
|  |                         |                  |                         |   |              |              |
|  | Hồng Kông               | 3                |                         |   |              |              |
|  | Hồng Kông               | 3                |                         |   |              |              |
|  | New Zealand             | 0                |                         |   |              |              |

#### Tranh hạng 13
| Ngày       | Thời gian |           | Điểm |          | Set 1 | Set 2 | Set 3 | Set 4 | Set 5 | Tổng  | Nguồn    |
| ---------- | --------- | --------- | ---- | -------- | ----- | ----- | ----- | ----- | ----- | ----- | -------- |
| 15 tháng 8 | 10:00     | Sri Lanka | 3–0  | Maldives | 25–19 | 25–13 | 25–14 |       |       | 75–46 | Chi tiết |

#### Tranh hạng 9 - 12
| Ngày       | Thời gian |           | Điểm |             | Set 1 | Set 2 | Set 3 | Set 4 | Set 5 | Tổng  | Nguồn    |
| ---------- | --------- | --------- | ---- | ----------- | ----- | ----- | ----- | ----- | ----- | ----- | -------- |
| 15 tháng 8 | 12:30     | Hồng Kông | 1–3  | Iran        | 25–21 | 19–25 | 18–25 | 15–25 |       | 77–96 | Chi tiết |
| 15 tháng 8 | 15:00     | Úc        | 3–0  | New Zealand | 25–14 | 25–17 | 25–17 |       |       | 75–48 | Chi tiết |

#### Tranh hạng 11
| Ngày       | Thời gian |           | Điểm |             | Set 1 | Set 2 | Set 3 | Set 4 | Set 5 | Tổng  | Nguồn    |
| ---------- | --------- | --------- | ---- | ----------- | ----- | ----- | ----- | ----- | ----- | ----- | -------- |
| 16 tháng 8 | 10:00     | Hồng Kông | 3–0  | New Zealand | 25–15 | 25–12 | 25–19 |       |       | 75–46 | Chi tiết |

#### Tranh hạng 9
| Ngày       | Thời gian |      | Điểm |    | Set 1 | Set 2 | Set 3 | Set 4 | Set 5 | Tổng    | Nguồn    |
| ---------- | --------- | ---- | ---- | -- | ----- | ----- | ----- | ----- | ----- | ------- | -------- |
| 16 tháng 8 | 12:30     | Iran | 3–2  | Úc | 19–25 | 25–18 | 20–25 | 25–22 | 15–10 | 104–100 | Chi tiết |

## Vòng chung kết

### Tứ kết
|  | Tứ kết             | Tứ kết             |                    |   | Bán kết      | Bán kết      |  |  | Chung kết | Chung kết |
|  |                    |                    |                    |   |              |              |  |  |           |           |
|  | 15 tháng 8 - Biñan |                    |                    |   |              |              |  |  |           |           |
|  |                    |                    |                    |   |              |              |  |  |           |           |
|  | Nhật Bản           | 3                  |                    |   |              |              |  |  |           |           |
|  | Nhật Bản           | 3                  | 16 tháng 8 - Biñan |   |              |              |  |  |           |           |
|  | Việt Nam           | 0                  |                    |   |              |              |  |  |           |           |
|  | Việt Nam           | 0                  | Nhật Bản           | 3 |              |              |  |  |           |           |
|  | 15 tháng 8 - Biñan |                    | Nhật Bản           | 3 |              |              |  |  |           |           |
|  |                    | Trung Quốc         | 0                  |   |              |              |  |  |           |           |
|  | Kazakhstan         | Trung Quốc         | 0                  | 0 |              |              |  |  |           |           |
|  | Kazakhstan         |                    | 17 tháng 8 - Biñan | 0 |              |              |  |  |           |           |
|  | Trung Quốc         | 3                  |                    |   |              |              |  |  |           |           |
|  | Trung Quốc         | 3                  | Nhật Bản           | 3 |              |              |  |  |           |           |
|  | 15 tháng 8 - Biñan |                    | Nhật Bản           | 3 |              |              |  |  |           |           |
|  |                    | Thái Lan           | 2                  |   |              |              |  |  |           |           |
|  | Hàn Quốc           | Thái Lan           | 2                  | 3 |              |              |  |  |           |           |
|  | Hàn Quốc           | 16 tháng 8 - Biñan |                    | 3 |              |              |  |  |           |           |
|  | Đài Bắc Trung Hoa  | 0                  |                    |   |              |              |  |  |           |           |
|  | Đài Bắc Trung Hoa  | 0                  | Hàn Quốc           | 0 |              |              |  |  |           |           |
|  | 15 tháng 8 - Biñan |                    | Hàn Quốc           | 0 |              |              |  |  |           |           |
|  |                    | Thái Lan           | 3                  |   | Tranh hạng 3 | Tranh hạng 3 |  |  |           |           |
|  | Thái Lan           | Thái Lan           | 3                  | 3 | Tranh hạng 3 | Tranh hạng 3 |  |  |           |           |
|  | Thái Lan           |                    | 17 tháng 8 - Biñan | 3 |              |              |  |  |           |           |
|  | Philippines        | 0                  |                    |   |              |              |  |  |           |           |
|  | Philippines        | 0                  | Trung Quốc         | 0 |              |              |  |  |           |           |
|  |                    |                    |                    |   |              |              |  |  |           |           |
|  | Hàn Quốc           | 3                  |                    |   |              |              |  |  |           |           |
|  | Hàn Quốc           | 3                  |                    |   |              |              |  |  |           |           |

### Tranh hạng 5- 8
|  | Tranh hạng 5–8     | Tranh hạng 5–8    |                    |   | Tranh hạng 5 | Tranh hạng 5 |
|  |                    |                   |                    |   |              |              |
|  | 16 tháng 8 - Biñan |                   |                    |   |              |              |
|  |                    |                   |                    |   |              |              |
|  | Việt Nam           | 3                 |                    |   |              |              |
|  | Việt Nam           | 3                 | 17 tháng 8 - Biñan |   |              |              |
|  | Kazakhstan         | 2                 |                    |   |              |              |
|  | Kazakhstan         | 2                 | Việt Nam           | 3 |              |              |
|  | 16 tháng 8 - Biñan |                   | Việt Nam           | 3 |              |              |
|  |                    | Đài Bắc Trung Hoa | 0                  |   |              |              |
|  | Đài Bắc Trung Hoa  | Đài Bắc Trung Hoa | 0                  | 3 |              |              |
|  | Đài Bắc Trung Hoa  |                   |                    | 3 |              |              |
|  | Philippines        | 0                 |                    |   |              |              |
|  | Philippines        | 0                 | Tranh hạng 7       |   |              |              |
|  |                    |                   |                    |   |              |              |
|  | 17 tháng 8 - Biñan |                   |                    |   |              |              |
|  |                    |                   |                    |   |              |              |
|  | Kazakhstan         | 3                 |                    |   |              |              |
|  | Kazakhstan         | 3                 |                    |   |              |              |
|  | Philippines        | 2                 |                    |   |              |              |

### Tứ kết
| Ngày       | Thời gian |            | Điểm |                   | Set 1 | Set 2 | Set 3 | Set 4 | Set 5 | Tổng  | Nguồn    |
| ---------- | --------- | ---------- | ---- | ----------------- | ----- | ----- | ----- | ----- | ----- | ----- | -------- |
| 15 tháng 8 | 10:00     | Kazakhstan | 0–3  | Trung Quốc        | 16–25 | 32–34 | 23–25 |       |       | 71–84 | Chi tiết |
| 15 tháng 8 | 12:30     | Hàn Quốc   | 3–0  | Đài Bắc Trung Hoa | 25–20 | 25–11 | 28–26 |       |       | 78–57 | Chi tiết |
| 15 tháng 8 | 15:00     | Nhật Bản   | 3–0  | Việt Nam          | 25–22 | 25–21 | 25–16 |       |       | 75–59 | Chi tiết |
| 15 tháng 8 | 17:30     | Thái Lan   | 3–0  | Philippines       | 25–21 | 25–14 | 25–20 |       |       | 75–55 | Chi tiết |

### Tranh hạng 5–8
| Ngày       | Thời gian |                   | Điểm |             | Set 1 | Set 2 | Set 3 | Set 4 | Set 5 | Tổng   | Nguồn    |
| ---------- | --------- | ----------------- | ---- | ----------- | ----- | ----- | ----- | ----- | ----- | ------ | -------- |
| 16 tháng 8 | 10:00     | Việt Nam          | 3–2  | Kazakhstan  | 25–22 | 25–18 | 21–25 | 20–25 | 15–5  | 106–95 | Chi tiết |
| 16 tháng 8 | 12:30     | Đài Bắc Trung Hoa | 3–0  | Philippines | 25–19 | 25–20 | 25–19 |       |       | 75–58  | Chi tiết |

### Bán kết
| Ngày       | Thời gian |          | Điểm |            | Set 1 | Set 2 | Set 3 | Set 4 | Set 5 | Tổng  | Nguồn    |
| ---------- | --------- | -------- | ---- | ---------- | ----- | ----- | ----- | ----- | ----- | ----- | -------- |
| 16 tháng 8 | 15:00     | Nhật Bản | 3–0  | Trung Quốc | 25–17 | 25–18 | 25–18 |       |       | 75–53 | Chi tiết |
| 16 tháng 8 | 17:30     | Thái Lan | 3–0  | Hàn Quốc   | 25–20 | 25–20 | 25–21 |       |       | 75–61 | Chi tiết |

### Tranh hạng 7
| Ngày       | Thời gian |            | Điểm |             | Set 1 | Set 2 | Set 3 | Set 4 | Set 5 | Tổng   | Nguồn    |
| ---------- | --------- | ---------- | ---- | ----------- | ----- | ----- | ----- | ----- | ----- | ------ | -------- |
| 17 tháng 8 | 10:00     | Kazakhstan | 3–2  | Philippines | 25–20 | 25–16 | 21–25 | 21–25 | 15–3  | 107–89 | Chi tiết |

### Tranh hạng 5
| Ngày       | Thời gian |          | Điểm |                   | Set 1 | Set 2 | Set 3 | Set 4 | Set 5 | Tổng  | Nguồn    |
| ---------- | --------- | -------- | ---- | ----------------- | ----- | ----- | ----- | ----- | ----- | ----- | -------- |
| 17 tháng 8 | 12:30     | Việt Nam | 3–0  | Đài Bắc Trung Hoa | 25–23 | 25–22 | 25–23 |       |       | 75–68 | Chi tiết |

### Tranh hạng 3
| Ngày       | Thời gian |            | Điểm |          | Set 1 | Set 2 | Set 3 | Set 4 | Set 5 | Tổng  | Nguồn    |
| ---------- | --------- | ---------- | ---- | -------- | ----- | ----- | ----- | ----- | ----- | ----- | -------- |
| 17 tháng 8 | 15:00     | Trung Quốc | 0–3  | Hàn Quốc | 11–25 | 18–25 | 20–25 |       |       | 49–75 | Chi tiết |

### Chung kết
| Ngày       | Thời gian |          | Điểm |          | Set 1 | Set 2 | Set 3 | Set 4 | Set 5 | Tổng   | Nguồn    |
| ---------- | --------- | -------- | ---- | -------- | ----- | ----- | ----- | ----- | ----- | ------ | -------- |
| 17 tháng 8 | 17:30     | Nhật Bản | 3–2  | Thái Lan | 26–28 | 20–25 | 25–16 | 25–16 | 15–7  | 111–92 | Chi tiết |

## Bảng xếp hạng chung cuộc
| Hạng | Đội tuyển         |
| ---- | ----------------- |
| 1    | Nhật Bản          |
| 2    | Thái Lan          |
| 3    | Hàn Quốc          |
| 4    | Trung Quốc        |
| 5    | Việt Nam          |
| 6    | Đài Bắc Trung Hoa |
| 7    | Kazakhstan        |
| 8    | Philippines       |
| 9    | Iran              |
| 10   | Úc                |
| 11   | Hồng Kông         |
| 12   | New Zealand       |
| 13   | Sri Lanka         |
| 14   | Maldives          |

| Giải vô địch bóng chuyền nữ châu Á 2017 |
| --------------------------------------- |
| · Nhật Bản · Lần 4                      |

## Giải thưởng
| - Cầu thủ xuất sắc nhất Risa Shinnabe - Cầu thủ chuyền hai tốt nhất Nootsara Tomkom - Cầu thủ chủ công tốt nhất Kim Yeon-koung Chatchu-on Moksri - Cầu thủ phụ công tốt nhất Hattaya Bamrungsuk Nana Iwasaka - Cầu thủ đối chuyền tốt nhất Jin Ye - Cầu thủ Libero tốt nhất Mako Kobata Dawn Nicole Macandili |

| Rank | Name                | Points |
| ---- | ------------------- | ------ |
| 1    | Trần Thị Thanh Thúy | 146    |
| 2    | Moksri Chatchu-on   | 127    |
| 3    | Zhdanova Yekaterina | 118    |
| 4    | Jin Ye              | 107    |
| 5    | Kongyot Ajcharaporn | 107    |